# Carl Magnus Alstermark
Bror Carl Magnus Alstermark, född 4 oktober 1957 i Härnösand, Västernorrlands län, är en svensk präst.

## Biografi
Carl Magnus Alstermark föddes 1957 i Härnösand. 
Han arbetade som kyrkoherde i Tranås pastorat och avslutade sin tjänst 31 juli 2020. Alstermark efterträddes av Hannah Klint Lidegren.
Alstermark blev 1 januari 2017 kontraktsprost för Smålandsbygdens kontrakt.